# Liste der Kulturdenkmäler in Budenheim
In der Liste der Kulturdenkmäler in Budenheim sind alle Kulturdenkmäler der rheinland-pfälzischen Gemeinde Budenheim aufgeführt. Grundlage ist die Denkmalliste des Landes Rheinland-Pfalz (Stand: 3. April 2024).

## Denkmalzonen
| Bezeichnung                     | Lage                                    | Baujahr | Beschreibung | Bild                           |
| ------------------------------- | --------------------------------------- | ------- | --- | ------------------------------ |
| Denkmalzone Schloss Waldthausen | südlich des Ortes im Lennebergwald Lage | 1908–10 | späthistoristische schlossartige Villa mit landschaftsprägendem Turm, Motive der Burgenarchitektur, Pförtnerhaus, schmiedeeiserne Toranlage, terrassierter Garten, 1908–10, Architekt Hans Bühling, Pforzheim | weitere Bilder Fotos hochladen |

## Einzeldenkmäler
| Bezeichnung                       | Lage                                                                                 | Baujahr                              | Beschreibung | Bild                           |
| --------------------------------- | ------------------------------------------------------------------------------------ | ------------------------------------ | --- | ------------------------------ |
| Wasserbehälter                    | An der Hesslerquelle, gegenüber Nr. 12 Lage                                          | 1911                                 | gotisierende Anlage, Jugendstileinfluss, bezeichnet 1911 | weitere Bilder Fotos hochladen |
| Evangelische Pfarrkirche          | Binger Straße 49 Lage                                                                | 1912/13                              | umfriedetes Ensemble aus Saalbau und Gemeindesaal, Sakristei und Küsterwohnung in barockisierendem Heimatstil mit Jugendstileinfluss, 1912/13, Architekt Friedrich Pützer, Darmstadt; ortsbildprägend                                                                             | weitere Bilder Fotos hochladen |
| Kilometerstein                    | Binger Straße, gegenüber Nr. 77 Lage                                                 | letztes Viertel des 19. Jahrhunderts | Sandsteinblock, letztes Viertel des 19. Jahrhunderts | Fotos hochladen                |
| Wegekreuz                         | Gonsenheimer Straße, an Nr. 16 Lage                                                  | 1617                                 | Wegekreuz, barock, bezeichnet 1617 und 1863 (renoviert) | Fotos hochladen                |
| Skulpturen                        | Gonsenheimer Straße, in Nr. 39 Lage                                                  | 18. Jahrhundert                      | in der Katholischen Pfarrkirche Hl. Dreifaltigkeit: zwei barocke Holzskulpturen, 18. Jahrhundert | weitere Bilder Fotos hochladen |
| Skulptur                          | Hauptstraße, an Nr. 1 Lage                                                           | 18. Jahrhundert                      | Hausmadonna mit Kind, barock, 18. Jahrhundert | Fotos hochladen                |
| Katholische Kirche St. Pankratius | Hauptstraße 2 Lage                                                                   | 1734                                 | ehemalige katholische Pfarrkirche St. Pankratius; barocker Saalbau, geweiht 1747, Dachreiter bezeichnet 1734 (Baubeginn), Architekt Johann Molch, Mainz; Orgel von 1747 (Johannes Kohlhaas der Ältere); spätbarockes Friedhofskreuz, bezeichnet 1751, Korpus des 19. Jahrhunderts | weitere Bilder Fotos hochladen |
| Villa                             | Mainzer Straße 6 Lage                                                                | 1872/73                              | repräsentative Villa, Neurenaissance/Spätklassizismus, 1872/73, Architekt wohl Conrad Kraus, Mainz | Fotos hochladen                |
| Muschelnische                     | Mainzer Straße, an Nr. 20/22 Lage                                                    | 1763                                 | Muschelnische, barock, 1763 (?) | Fotos hochladen                |
| Villa                             | Obere Waldstraße 9 Lage                                                              | 1907–09                              | Villa mit Jugendstileinfluss, 1907–09, Architekt Ludwig Becker, Mainz | Fotos hochladen                |
| Rat- und Schulhaus                | Rheinstraße 2 Lage                                                                   | 1863–65                              | ehemaliges Rat- und Schulhaus; spätklassizistischer Kalkbruchsteinbau, 1863–65; ortsbildprägend | Fotos hochladen                |
| Kriegerdenkmal                    | Untere Stefansstraße, auf dem Friedhof Lage                                          | 1878                                 | Kriegerdenkmal 1870/71, Sandsteinobelisk, bezeichnet 1878 | Fotos hochladen                |
| Myriameterstein                   | nordöstlich des Ortes an der Uferböschung des Rheins Lage                            | 1860er Jahre                         | Myriameterstein XXXIV der Rheinvermessung von 1867, Sandsteinblock, 1860er Jahre | weitere Bilder Fotos hochladen |
| Wasserbehälter Budenheim          | südlich des Ortes im Lennebergwald; Distrikt Auf dem Horn Lage                       | 1907                                 | Jugendstil-Rundbau, bezeichnet 1907, Architekt Wilhelm Lenz, Mainz | weitere Bilder Fotos hochladen |
| Lennebergturm                     | südlich des Ortes im Lennebergwald; Distrikt Lenneberg Lage                          | 1878–80                              | neugotischer Rundturm mit Treppenturm, 1878–80, Architekt Philipp Johann Berdellé, Mainz | weitere Bilder Fotos hochladen |
| Wasserbehälter Gonsenheim         | südlich des Ortes im Lennebergwald; Distrikt Lenneberg Lage                          | 1909                                 | Jugendstilbau, bezeichnet 1909, Architekt Wilhelm Lenz, Mainz | weitere Bilder Fotos hochladen |
| Alte St. Wendelinuskapelle        | südöstlich des Ortes im Lennebergwald; Distrikt Am Gonsenheimer und Finther Weg Lage | 1776                                 | spätbarocker Walmdachbau 1776, bezeichnet 1814 (renoviert) | weitere Bilder Fotos hochladen |
| Neue St. Wendelinuskapelle        | südöstlich des Ortes im Lennebergwald; Distrikt Am Gonsenheimer und Finther Weg Lage | 1862–66                              | neugotischer Bruchsteinsaal, 1862–66, Dachreiter wohl nach 1880 | weitere Bilder Fotos hochladen |